# Per-Olov Zennström

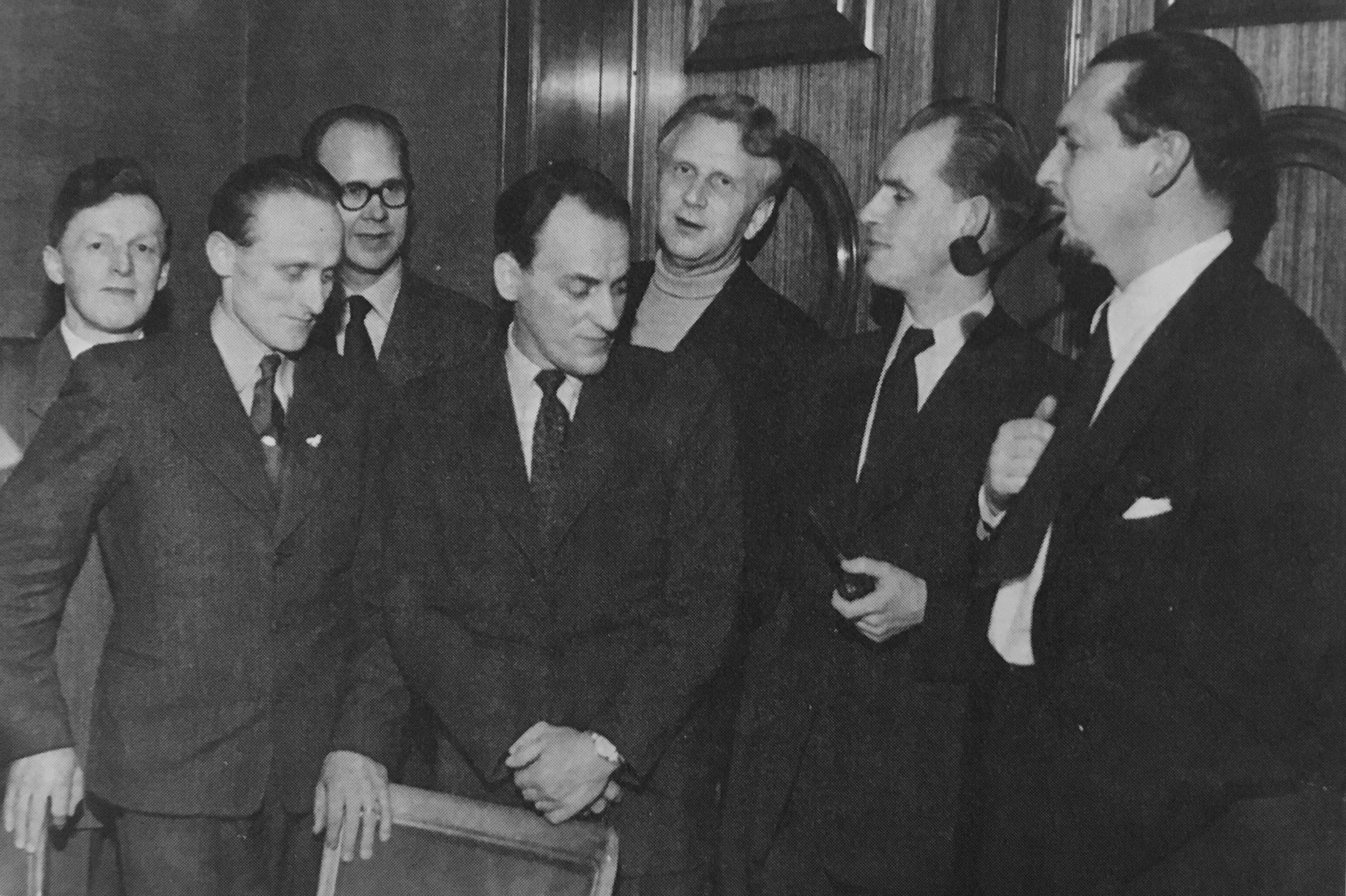
Pristagarna och jurymedlemmarna i förlaget Arbetarkulturs romanpristävlan, 1953. Från vänster: Harald Hansson, Fred Eriksson, Karl Vennberg, Ernst Lindholm, Arnold Ljungdal, Bengt Gunnäs och Zennström.

Per-Olov Zennström, född 26 juli 1920 i Tofte, Norge, död 20 mars 1977 i Stockholm, var en svensk redaktör, översättare, kritiker och konstnär. 

## Biografi
Zennström tog studentexamen i Stockholm 1938, och studerade vid Konsthögskolan 1940–43. Zennström var kommunist med starkt intresse för marxistisk teori och kritik; han var kulturredaktör på Ny Dag 1943–47, 1956–64 och från 1972 till sin död, samt redaktör för Konst och kultur 1949 och Vår tid 1949–50 och chef för förlaget Arbetarkultur 1952–54. Han var även styrelseledamot i Sveriges kommunistiska ungdomsförbund 1944–48, vice ordförande i Svenska Clartéförbundet 1946–48, sekreterare i Svenska Fredskommittén 1949–52 och ledamot av Världsfredsrådet 1952–55.
Som översättare var Zennström huvudsakligen verksam från franska, men översatte i mindre utsträckning även från tyska och engelska. Hans översättning av Frantz Fanons vidräkning med kolonialismen, Les Damnés de la terre (1961; på svenska Jordens fördömda, 1969), väckte viss kritik; man menade att Zennströms översättning var bristfällig i den meningen att översättningen skulle ha blivit mer marxistiskt färgad än originaltexten.
Som konstnär medverkade han bland annat i Nationalmuseums utställning Unga tecknare. Hans konstnärskap består av figurer och landskap huvudsakligen utförda i kol. Zennström finns representerad vid bland annat Nationalmuseum i Stockholm.

### Privatliv
Per-Olov Zennström var son till överingenjören Arthur Zennström och Elsa Victoria, född Nilsson. Han gifte sig 1944 med Jonna Børgesen-Lund; de skilde sig 1958. Han var därefter gift med Svetlana Gorodetskaja från 1959. Han var i det första äktenskapet far till konstnären Petter Zennström (1945–2014) och i det andra äktenskapet till författaren Maria Zennström (född 1962).
Zennström är begravd på Bromma kyrkogård.

### Medverkande
- Axel Danielsson, Om revolutionen i Sverige, red. (Stockholm: Arbetarkultur, 1972)
- Sven Linderot, Masslinjen: tal och skrifter, red. (Stockholm: Arbetarkultur, 1972)

### Översättningar
- Mao Zedong, Om praktiken; Om motsättningarna (Stockholm: Inapress, 1960)
- Daniel Cohn-Bendit, Jacques Sauvageot, Alain Geismar och Jean-Pierre Duteuil, Majupproret (Stockholm: Rabén & Sjögren, 1968)
- Henri Lefebvre, Marx’ sociologi (Sociologie de Marx) (Stockholm: Rabén & Sjögren, 1968)
- Le Corbusier, Den nya staden: planer, analyser, visioner (Manière de penser l’Urbanisme) (Stockholm: Rabén & Sjögren, 1969)
- Frantz Fanon, Jordens fördömda (Les Damnés de la terre) (Stockholm: Rabén & Sjögren, 1969)
- Gerhard E. Lenski, Makt och privilegium: en teori om social stratifiering (Power and Privilege) (Stockholm: Rabén & Sjögren, 1969)
- Yves Lacoste, Underutvecklingens geografi (Géographie du sous-développement), övers. tillsammans med Jan Sandegren (Stockholm: Rabén & Sjögren, 1970)
- Georg Lukács, Lenins tankevärld (Lenin: Studium über den Zusammenhang seiner Gedanken) (Lund: Zenit, 1970)
- Amílcar Cabral, Vår kamp er kamp (Revolution in Guinea: An African People’s Struggle), red. Göran Palm; övers. tillsammans med Kerstin Eldh (Stockholm: PAN/Norstedts, 1971)
- Ernst Fischer och Franz Marek, Vad Marx verkligen sagt (Was Marx wirklich sagte) (Stockholm: Rabén & Sjögren, 1971)
- Jean-Paul Sartre, Kolonialism och revolution: samtidshistoriska studier 1956–1970 (Stockholm: Rabén & Sjögren, 1971)
- André Béteille (red.), Den sociala ojämlikheten: en antologi (Stockholm: Rabén & Sjögren, 1972)